# Municipis de Mèxic

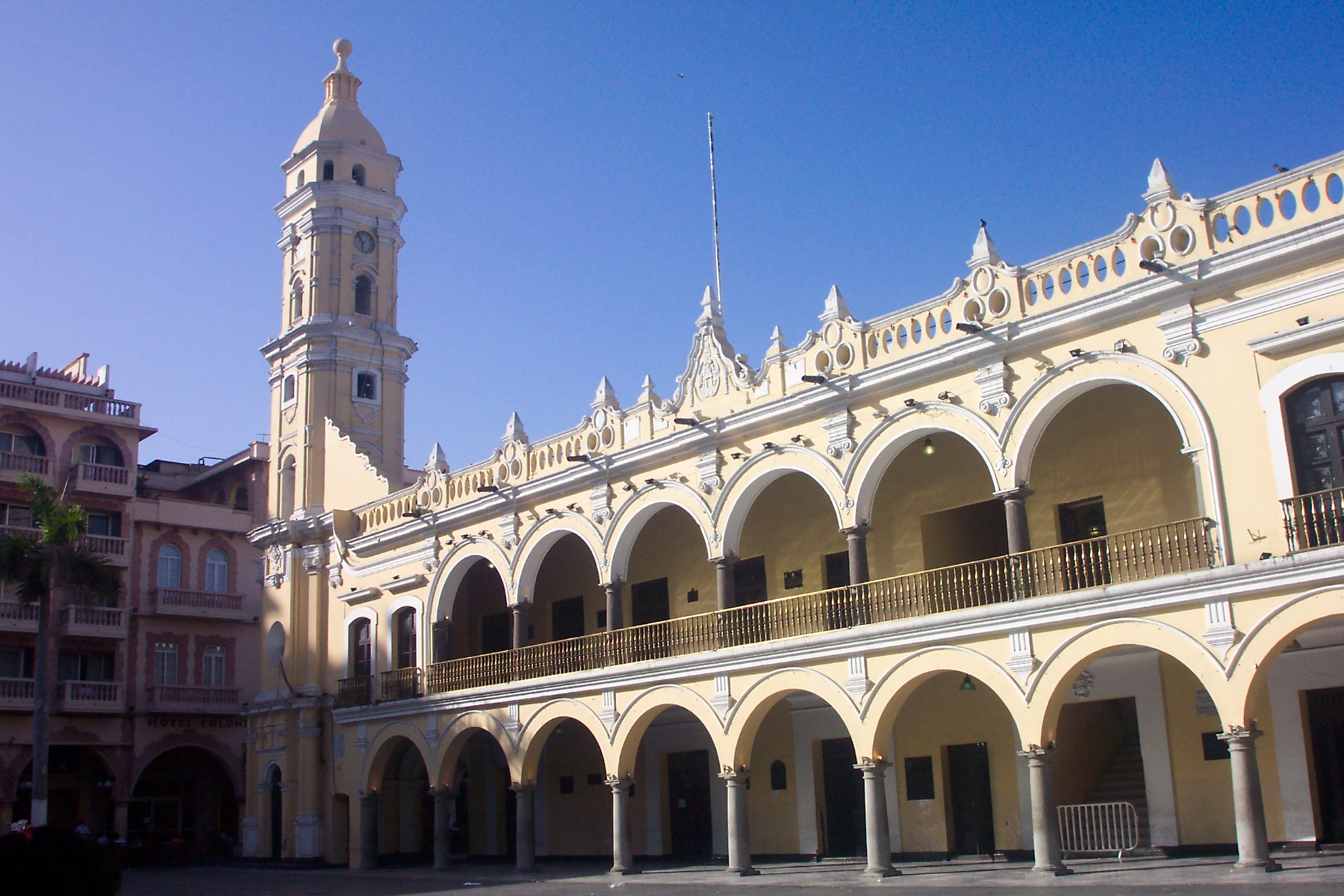
Palau municipal del Port de Veracruz

Els municipis (municipios en castellà) són la divisió administrativa autònoma de segon nivell de Mèxic –la primera és l'estat. Hi ha, a Mèxic, 2.438 municipis. Llur organització política i llur responsabilitats són estipulades en l'article 115 de la constitució mexicana, i per tant, la seva existència com a ens autònom està fonamentada i protegida constitucionalment. Les constitucions de cada estat de la federació mexicana, tanmateix, en poden expandir les característiques administratives.

## Estructura
Tots els estats mexicans es divideixen en municipis. Cada municipi és administrativament autònom; els ciutadans n'elegeixen un "president municipal" que dirigeix les accions de l'ajuntament, responsable de proveir tots els serveis públics. Aquest concepte, que es va originar després de la Revolució Mexicana, es coneix com a "municipi lliure", ja que va donar-los autonomia plena i va prohibir l'existència de qualsevol altre ens burocràtic o administratiu entre el municipi i l'estat.
El president municipal dirigeix el govern per mitjà de l'ajuntament, integrat per un cabildo (capítol o consell), un síndico (síndic) i diversos regidores (regidors o consellers). El president n'és elegit per sufragi universal per mitjà de l'escrutini uninominal majoritari per un període de tres anys i no pot ser reelegit per al període subsegüent. Si el municipi abasta una superfície àmplia que inclou més d'una ciutat o poble –que en conjunt es coneixen com a localidades, (localitats)– una n'és elegida com a capital o cabecera municipal ("capçalera" o seu del govern municipal), mentre que la resta elegeixen un "president auxiliar". Les presidències auxiliars no són plenament autònomes ans depenen del govern municipal i llurs límits no són prescrits; algunes presidències auxiliars deixen d'existir si el poble és absorbit per un d'altre de més gran o per la seu municipal, mentre que d'altres poden sobreviure encara que tot el municipi hagi estat urbanitzat i formi una sola conurbació.
Els estats mexicans del nord-oest i el sud-est són dividits en un nombre molt petit de municipis–per exemple la Baixa Califòrnia només en conté cinc–i per tant abasten una superfície molt gran que incorpora diverses ciutats o poblats separats que no necessàriament conformen una sola àrea urbana. (De fet, el municipi més gran de Mèxic és més gran en superfície que Catalunya sencera). Per contra, els estats del centre i del sud es divideixen en un nombre molt més gran de municipis –per exemple, Oaxaca es divideix en 570 municipis– i per tant, les àrees urbanes sovint s'estenen sobre més d'un municipi, el conjunt dels quals conformen una àrea metropolitana.
Els municipis són responsables de proveir els serveis públics: aigua potable, clavegueram, enllumenat públic, seguretat pública, regulació del trànsit, supervisió i neteja dels parcs, jardins i cementeris públics. També poden participar amb els governs estatals i federals en l'educació, els serveis d'emergència, en la protecció ambiental i en el manteniment dels monuments i les construccions històriques. Des de 1983 gaudeixen del dret de recaptar impostos sobre les propietats i altres tarifes, encara que reben més recursos directament de l'estat o de la federació.

## Història
Des de la conquesta i la colonització de Mèxic, el municipi es va convertir en l'ens bàsic de l'organització administrativa de la Nova Espanya. Els assentaments localitzats estratègicament rebien l'estatus de "ciutat" –l'estatus més elevat dins l'imperi Espanyol, superior al de les viles i pobles– i podien formar un ajuntament. Després de la independència, la constitució de 1824 no establia cap regulació per als municipis, l'existència i estructura dels quals era una prerrogativa dels estats de la federació, i cadascú determinava els requeriments que els assentaments havien de complir abans de convertir-se en municipis (en la majoria dels casos s'establia un mínim de població). La constitució vigent, escrita el 1917, va abolir la jefatura policiaca i qualsevol altra autoritat administrativa intermèdia entre els estats i els municipis, i va convertir tots els municipis en ens autònoms o "municipis lliures", encara que va restringir llurs competències. Tanmateix, el 1983, la constitució es va esmenar per augmentar llur capacitat de recaptació d'impostos i per formar pressupostos.

## Rànquing de municipis

### Per població
Informació del Conteo 2005 per l'INEGI:
| Posició | Estat            | Municipi                 | Població  |
| 1       | Mèxic            | Ecatepec de Morelos      | 1.688.258 |
| 2       | Jalisco          | Guadalajara              | 1.600.940 |
| 3       | Puebla           | Puebla de Zaragoza       | 1.485.941 |
| 4       | Baixa Califòrnia | Tijuana                  | 1,470,900 |
| 5       | Chihuahua        | Juárez                   | 1.313.338 |
| 6       | Guanajuato       | León                     | 1.278.087 |
| 7       | Jalisco          | Zapopan                  | 1.155.790 |
| 8       | Mèxic            | Nezahualcóyotl           | 1.140.528 |
| 9       | Nuevo León       | Monterrey                | 1.133.814 |
| ...     | ...              | ...                      | ....      |
| 2.438   | Oaxaca           | Santa Magdalena Jicotlán | 102       |

### Per superfície
Informació de Los Municipios con Mayor y Menor Extensión Territorial de l'Institut Nacional per al Federalisme i el Desenvolupament Municipal:

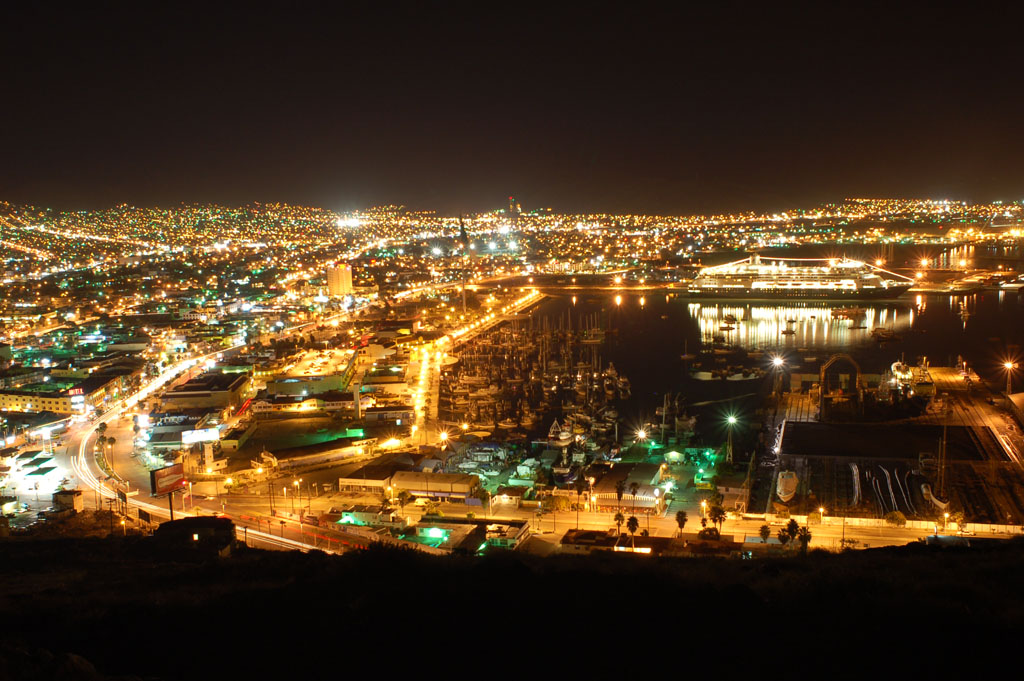
Ciutat d'Ensenada, seu del govern del municipi homònim

| Posició | Estat                | Municipi                 | Superfície km² |
| 1       | Baixa Califòrnia     | Ensenada                 | 51.952,26      |
| 2       | Baixa Califòrnia Sud | Mulegé                   | 33.092,20      |
| 3       | Coahuila de Zaragoza | Ocampo                   | 26.433,60      |
| 4       | Baixa Califòrnia Sud | La Paz                   | 20.275,00      |
| 5       | Quintana Roo         | Othón P. Blanco          | 17.189,75      |
| 6       | Chihuahua            | Ahumada                  | 17.131,48      |
| 7       | Baixa Califòrnia Sud | Comondú                  | 16.858,30      |
| 8       | Chihuahua            | Camargo                  | 16.066,01      |
| ...     | ...                  | ...                      | ....           |
| 2.438   | estat de Tlaxcala    | San Lorenzo Axocomanitla | 4,34           |

## Les delegacions dels municipis
Alguns municipis de Mèxic es divideixen políticament i administrativament en delegaciones (delegacions o subdistrictes). La naturalesa de les delegacions s'estableix en les constitucions de cadascun dels estats que utilitzen aquest tipus d'organització territorial. Les delegacions, tanmateix, no són autònomes, ja que els caps de governs hi són designats pel president municipal.

## La ciutat de Mèxic i les seves delegacions
El cas de la ciutat de Mèxic és excepcional, ja que no és un municipi ans un districte federal com a capital de la federació, i n'és una divisió administrativa de primer nivell, al mateix nivell que els estats de Mèxic. Com a districte federal gaudeix de més autonomia que no pas una municipalitat: el poder executiu recau sobre un cap de govern i el poder legislatiu recau sobre una Assemblea de representants. Tanmateix no gaudeix de la mateixa autonomia que un estat de la federació, ja que com a capital de tots, el govern federal encara conserva algunes prerrogatives quant a la seva administració.
La ciutat de Mèxic (coexistent i sinònim del Districte Federal), es divideix en "delegacions" o subdistrictes, però, a diferència de les delegacions dels municipis, aquests ens administratius són molt més autònoms, llurs caps de govern són elegits per sufragi universal. Ja que el Districte Federal és una divisió administrativa de primer nivell, al mateix nivell que els estats de la federació en estatus, les seves delegacions són divisions administratives de segon nivell, al mateix nivell que els municipis dels estats, encara que llur estructura i autonomia difereix. Per tant, les comparacions estadístiques transmunicipals inclouen les delegacions del Districte Federal.